# Phantom Boy
Pour plus de détails, voir Fiche technique et Distribution.
Phantom Boy est un film d'animation franco-belge réalisé par Alain Gagnol et Jean-Loup Felicioli, produit par le studio Folimage et sorti en 2015. Il s'agit d'un film policier comprenant une part de fantastique et employant la technique du dessin animé.

## Synopsis
Léo, 11 ans, est un jeune adolescent qui vit à New York de nos jours. La vie n'est pas drôle pour lui : il est hospitalisé à cause d'une maladie. Il découvre alors qu'il possède un pouvoir extraordinaire : celui de laisser son enveloppe humaine endormie et laisser son « âme » planer dans le ciel sous une forme immatérielle, invisible et impalpable, tandis que son corps physique reste endormi. Sous cette forme, il peut aller partout et même traverser les murs. Au même moment, Alex, un policier, se trouve hospitalisé dans le même hôpital après s'être cassé la jambe (acte de l'homme au visage cassé) ; cela ne l'arrange pas du tout, car il se trouvait sur la trace de bandit dont le surnom est la seule information que l'on possède sur lui, qui projette de prendre le contrôle de la ville à l'aide d'un virus informatique se propageant dans tous les ordinateurs de la ville dans les vingt-quatre prochaines heures. Léo et Alex vont alors s'allier pour sauver la ville, le tout en moins d'une journée.

## Fiche technique
- Titre : Phantom Boy
- Réalisation : Alain Gagnol et Jean-Loup Felicioli
- Scénario : Alain Gagnol
- Musique : Serge Besset
- Montage : Hervé Guichard
- Photographie : Izu Troin
- Animation : Pascal Vermeersch
- Producteur : Jacques-Rémy Girerd
- Producteur délégué : Annemie Degryse
- Production : Folimage, Lunanime, France 3 Cinéma et Rhône-Alpes Cinéma
- Distribution : Diaphana Distribution et Lumière Publishing
- Pays :  France et  Belgique
- Durée : 84 minutes
- Genre : animation
- Dates de sortie : 
  -  France :
    - 15 juin 2015 (Festival international du film d'animation d'Annecy)
    - 14 octobre 2015

## Distribution
- Édouard Baer : Alex Tanguy

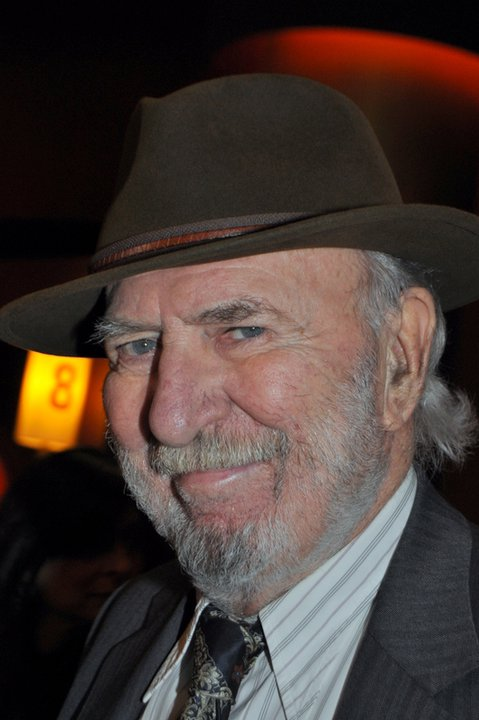
L'acteur Jean-Pierre Marielle (ici photographié en 2011) prête sa voix à l'Homme au visage cassé.

- Jean-Pierre Marielle : l'homme au visage cassé
- Audrey Tautou : Mary Delauney
- Jackie Berroyer : la Taupe
- Gaspard Gagnol : Léo
- Noa Bernaoui-Savreux : Titi
- Patrick Ridremont : le Petit Nerveux / le Casseur / l'Exterminateur
- Yves Barbaut : le Commandant Simon
- Philippe Peythieu : Le Maire / Dino

## Production

### Scénario
Phantom Boy est le deuxième film coréalisé par Alain Gagnol et Jean-Loup Felicioli, qui avaient déjà travaillé ensemble à Une vie de chat, un dessin animé inspiré des films noirs et dont l'intrigue se déroulait à Paris. Pour Phantom Boy, les deux réalisateurs choisissent de mélanger le film policier et le fantastique, deux genres qui ne sont pas souvent associés dans les dessins animés, et concevoir un film policier pour enfants. Ils puisent aussi une partie de leur inspiration dans les histoires de super-héros américains. Le personnage de Léo, alias Phantom Boy, s'inspire des super-héros de comics conçus par le scénariste Stan Lee pour le compte de l'éditeur Marvel Comics dans les années 1960 (Stan Lee est principalement connu pour avoir inventé Spider-Man, l'homme-araignée, et Hulk qui peut se transformer en un colosse à la peau verte et à la force surhumaine) ; les réalisateurs apprécient particulièrement son travail du fait qu'il a choisi d'inventer des super-héros faillibles et de ce fait proches des gens du monde réel. Le surnom de Léo, Phantom Boy, se veut une allusion aux noms souvent utilisés pour les super-héros américains. Alain Gagnol et Jean-Loup Felicioli entremêlent dans le scénario des éléments typiques des films policiers (les personnages portant chapeau et imperméable, l'enquête, la journaliste prêtant son assistance au policier à l'occasion) et d'autres empruntés aux aventures de super-héros (le pouvoir extraordinaire de Léo, les « super-vilains » reconnaissables à leurs signes particuliers pittoresques), les deux genres se rejoignant dans un imaginaire urbain commun.
Le titre du film emploie le mot anglais phantom choisi parce qu'il évoque moins l'idée d'un revenant que le mot ghost, parce que ses sonorités sont plus proches du français et que les concepteurs du film les jugent plus poétiques. À ses débuts, le projet dispose aussi d'un titre français, Insaisissable.

### Animation
L'univers visuel de Phantom Boy est proche de celui d’Une vie de chat. Là encore, les réalisateurs font le choix d'un dessin animé dont l'animation est réalisé à la main sur du papier, l'informatique n'intervenant que dans un second temps. De même, le style graphique adopté prend le parti de montrer la « patte » des dessinateurs. Dans la note d'intention jointe au dossier de presse du film, les réalisateurs indiquent qu'il s'agit d'un choix de leur part qui « permet de rappeler que les films ne sont pas des simples produits de consommation mais le résultat du travail minutieux d'un groupe d'artistes et de techniciens ».
La New York de Phantom Boy est conçue à partir de photos de la New York actuelle, mais en déplaçant certains bâtiments ou en en changeant l'angle pour inventer une New York légèrement différente. Les décors sont dessinés à la craie à la cire sur papier avant d'être retravaillés sur ordinateur, sans gommer les traces des coups de crayon et de craies.
Le logiciel OpenToonz, également utilisé par le Studio Ghibli, fait partie des outils utilisés pour réaliser ce long métrage d'animation.

### Musique
La musique du film est composée par Serge Besset, qui avait déjà composé la bande originale d’Une vie de chat. La bande originale de Phantom Boy se compose principalement d'une musique symphonique destinée à donner son souffle à l'aventure. Des chœurs d'enfants renforcent de leur côté l'étrangeté des séquences fantastiques où Léo utilise son pouvoir.

## Box office
Phantom Boy sort dans les salles en France le 14 octobre 2015 ; il est diffusé dans 173 salles. Lors de sa semaine de démarrage, le film rassemble un peu plus de 33 600 entrées, dont 8 450 à Paris. Vers la fin de sa carrière en salles, Phantom Boy cumule un peu plus de 151 450 entrées en France, et est rentable à 24%.